# 斯龐瑟斯峰
斯龐瑟斯峰（英語：Sponsors Peak），是南極洲的山峰，位於維多利亞地，海拔高度超過1,600米，由威靈頓維多利亞大學的探險隊命名，現時由南極條約體系管理。